# Oración mental

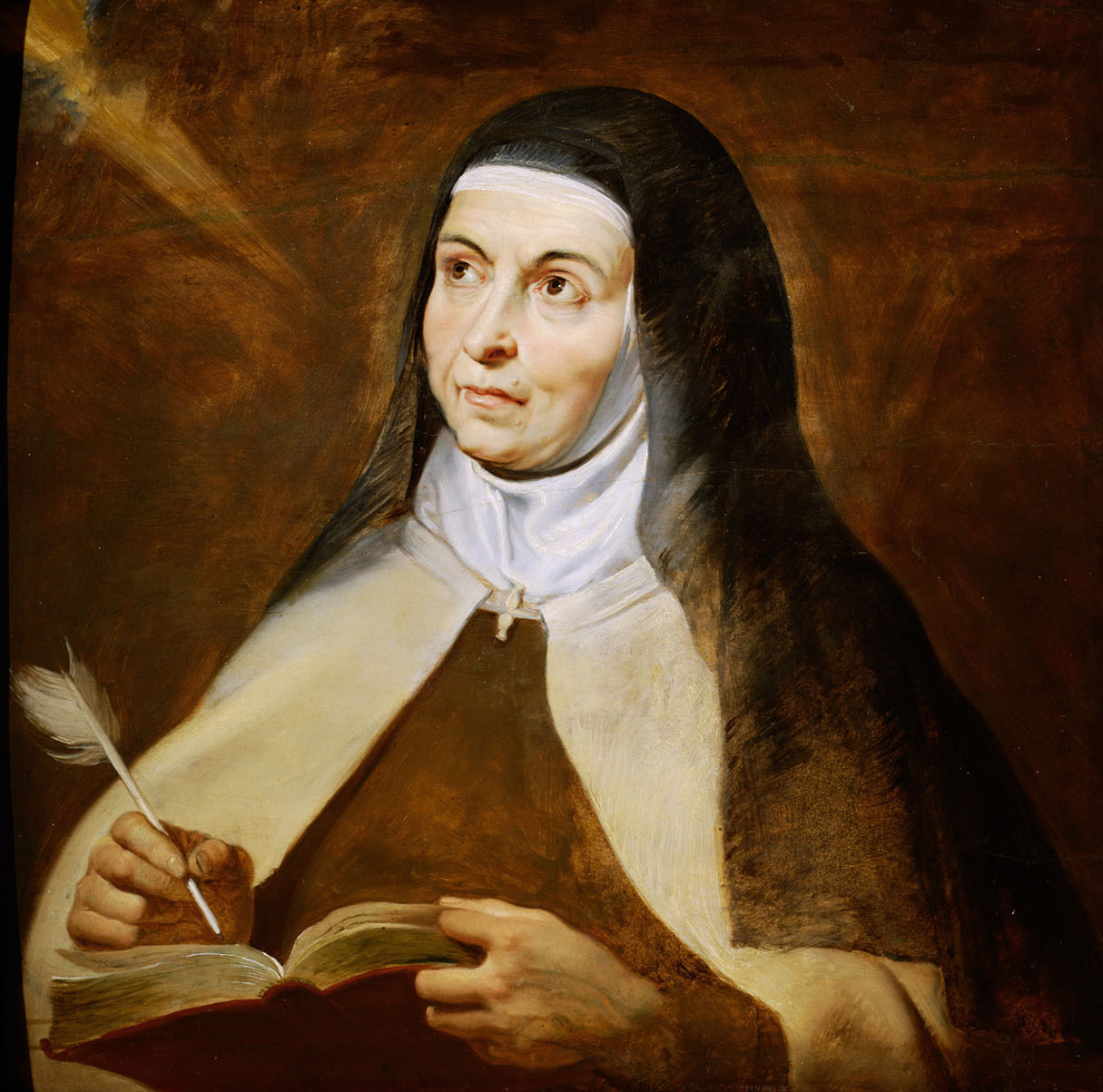
Teresa de Ávila

La oración mental es una forma de  oración recomendada en la Iglesia católica por la que se ama a Dios mediante el diálogo, la meditación de las palabras de Dios y la contemplación del rostro de Cristo. Se distingue de las oraciones vocales que utilizan oraciones fijas, aunque la oración mental puede proceder utilizando oraciones vocales para mejorar el diálogo con Dios. La práctica de la oración mental se alinea con la de la oración vocal, ya que la oración se ha definido tradicionalmente como "la elevación de la mente y el corazón a Dios".
Una de las más destacadas escritoras sobre la oración mental, Teresa de Ávila, afirmó: "La oración contemplativa [oración mental no es otra cosa que un estrecho compartir entre amigos; significa tomar tiempo frecuentemente para estar a solas con aquel que sabemos que nos ama." Aquí el énfasis está en el amor más que en el pensamiento.
Según el Catecismo de la Iglesia Católica, la meditación y la contemplación que tienen lugar en la oración mental son "expresiones principales de la vida de oración" en la tradición cristiana. La práctica de la oración mental es necesaria para alcanzar la meta de la perfección cristiana, decía la Madre Teresa. "La santidad es imposible sin ella". Ignacio de Loyola, patrón de los retiros de la Iglesia, popularizó la meditación y la contemplación a través de su retiro de treinta días o Ejercicios espirituales, que solía administrar a los laicos.

## Naturaleza e historia

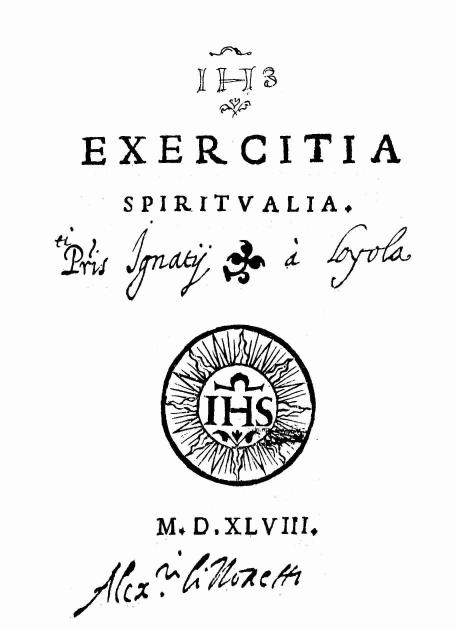
Ejercicios espirituales de san Ignacio de Loyola, 1548

La oración mental fue definida por John Hardon como una "forma de oración en la que los sentimientos expresados son los propios y no los de otra persona. La oración mental se realiza mediante actos internos de la mente y los afectos y es una simple meditación o contemplación"  La oración es mental cuando los pensamientos y afectos del alma no se expresan en una fórmula previamente determinada. La función de la oración mental es la de transformar la mente y así efectuar un cambio en las disposiciones y en el corazón. Dicha transformación es un proceso que dura toda la vida. Adolphe Tanquerey distingue entre la oración vocal, que se expresa con palabras o gestos, y la oración mental que tiene lugar enteramente en el alma. La oración mental puede proceder mediante oraciones vocales para mejorar el diálogo con Dios. La oración mental puede dividirse en meditación, más activa en reflexiones, y contemplación, más tranquila y contemplativa.
Juan Casiano (siglo V) y Juan Clímaco (siglo VI) discutieron los caminos de la oración mental, y muchos Padres de la Iglesia dieron sus propias recomendaciones al respecto: Agustín de Hipona, Juan Crisóstomo, Jerónimo,  Basilio, Boecio y Bernardo de Claraval.
Desde antes de la mitad del siglo XII, los cartujos tenían tiempos reservados para la oración mental. A principios del siglo XVI, el capítulo de la Dominicana de Milán prescribía la oración mental durante media hora por la mañana y por la tarde. Entre los franciscanos se menciona la oración mental metódica hacia mediados de ese siglo. Entre los carmelitas no había ninguna regulación para la oración mental hasta que Teresa de Ávila la introdujo, practicándola durante dos horas diarias. A mediados del siglo XVI Ignacio de Loyola, en sus Ejercicios Espirituales, que utilizaba con los laicos, enseñaba métodos tanto para meditar sobre la propia vida como para contemplar los relatos evangélicos de la vida de Jesús, como medio para parecerse más a Cristo. Su método y el de Sulpicio han contribuido a difundir el hábito de la meditación más allá del claustro.
Algunos autores modernos recomiendan llamar a esta oración "oración interior". Jacques Philippe dijo:

Sería mejor decir oración interior en lugar de oración mental, porque en nuestra cultura moderna, la palabra "mental" se asocia con pensamientos - como algo cerebral - mientras que esta forma de oración es más un asunto del corazón, en lugar de reflexión. Santa Teresa de Ávila decía que no es un acto de pensar mucho, sino de amar mucho.

### Meditación
La meditación consiste en dos operaciones una pertenece a la facultad de pensar que aplica la imaginación, la memoria y el entendimiento para considerar alguna verdad, principio, hecho o misterio; la otra depende de la voluntad con el fin de excitar las emociones espirituales apropiadas, para pedir el bien propuesto por la mente, y resolver sobre algún acto o curso de acción considerado como la voluntad de Dios y como un medio de unión con Dios. Hasta cierto punto, esto siempre ha sido practicado por las personas temerosas de Dios. Según Teresa de Ávila, la persona en esta actividad es como un jardinero, que, con mucho trabajo, saca el agua de las profundidades del pozo para regar las plantas y las flores.

## Importancia
La Madre Teresa dijo:
Nunca debemos olvidar que estamos destinados a la perfección y que debemos aspirar a ella sin cesar. La práctica de la oración mental es necesaria para alcanzar esa meta. Porque es el aliento de vida para nuestra alma, la santidad es imposible sin ella. Sólo en la oración mental y en la lectura espiritual cultivamos el don de la oración. La oración mental se ve muy favorecida por la sencillez, es decir, por el olvido de sí mismo, del cuerpo y de los sentidos, y por las frecuentes aspiraciones que alimentan nuestra oración.

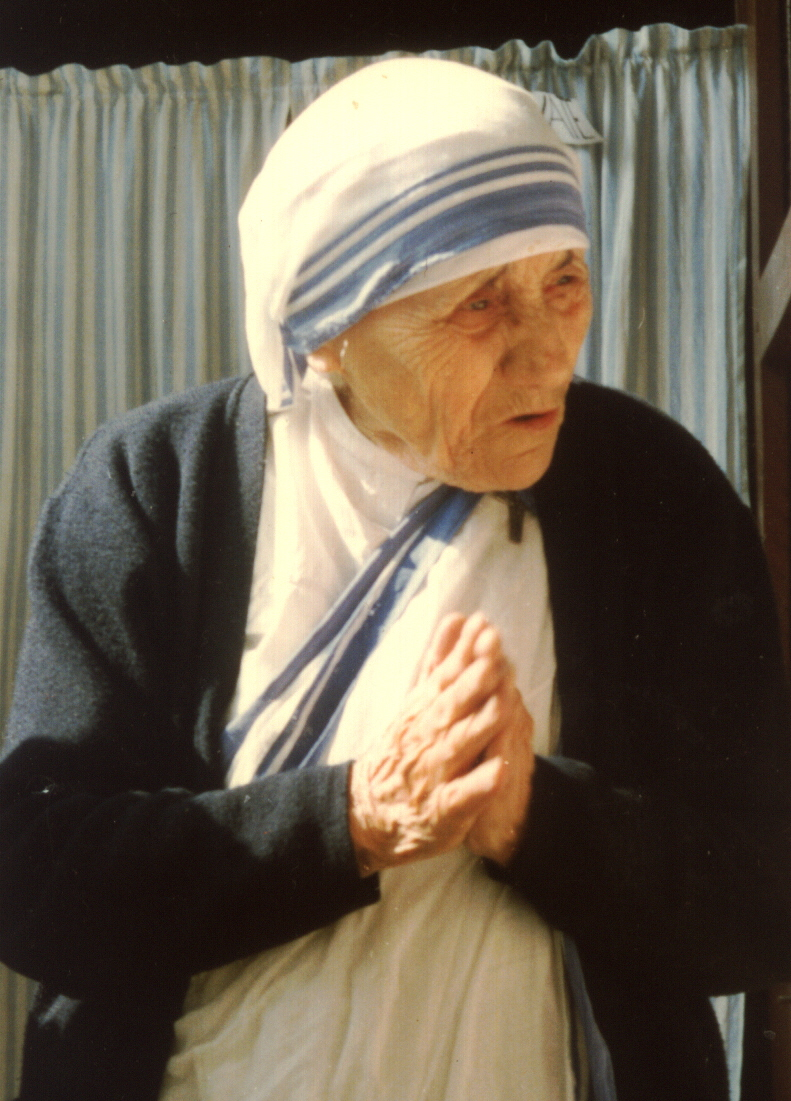
Teresa de Calcuta

"El que descuida la oración mental", afirma Teresa de Ávila, "no necesita que el diablo lo lleve al infierno. Él mismo se lleva allí con sus propias manos". Su compañero carmelita Juan de la Cruz también dijo: "Sin la ayuda de la oración mental, el alma no puede triunfar sobre las fuerzas del demonio"."
San Alfonso María de Ligorio, doctor en teología moral de la Iglesia católica, en su obra Necesidad y poder de la oración, el gran medio de salvación y perfección, explicaba: "La oración mental es el horno bendito en el que las almas se inflaman con el amor de Dios. Todos los santos se han hecho santos por la oración mental". Recomendando su importancia, dijo: "Es moralmente imposible que quien descuida la meditación viva sin pecado". Añadió que, debido a su incompatibilidad con el pecado, nadie puede continuar la práctica de la oración mental en estado de pecado mortal. O se arrepienten o dejan la práctica de la oración mental. La veía como un medio para disponer de las gracias necesarias para una fe perseverante.
Benedicto XVI, hablando a los sacerdotes, dijo sobre la oración y la meditación: "Pasar tiempo en la presencia de Dios en la oración es una verdadera prioridad pastoral; no es un añadido al trabajo pastoral: estar ante el Señor es una prioridad pastoral y, en última instancia, la más importante" En el prólogo de su libro Jesús de Nazaret, Benedicto XVI subrayó que "todo depende" de la "íntima amistad con Jesús"
El papa Francisco dijo: La vida espiritual se alimenta, se nutre, de la oración y se expresa hacia fuera a través de la misión: inhalando y exhalando. Cuando inhalamos, mediante la oración, recibimos el aire fresco del Espíritu Santo. Al exhalar este aire, anunciamos a Jesucristo resucitado por el mismo Espíritu

## Aprendizaje de la oración mental
Juan Pablo II, en su programa para el nuevo milenio, dijo en su mensaje para la 42ª "Jornada Mundial de Oración": "Hemos de aprender a orar como si aprendiéramos este arte siempre de nuevo de labios del mismo Divino Maestro, como los primeros discípulos: "Señor, enséñanos a orar" (Lc 11,1)".
Como la santidad es para todos, según la doctrina católica, cualquiera puede aprender la oración mental. Teresa de Lisieux aprendió la oración mental cuando tenía once años. "La oración mental no es sólo para sacerdotes y monjas, sino que es para todos. Los más pequeños son capaces de alcanzar grandes alturas a través de la oración mental", es la enseñanza de los frailes menores franciscanos.
El Papa Francisco dijo: "El Señor nos habla a través de las Escrituras y en nuestra oración. Aprendamos a guardar silencio ante él, mientras meditamos el Evangelio" Mientras que Luis de la Puente afirmaba que "tan alto y soberano es el ejercicio de la oración mental, en que meditamos los misterios de nuestra santa fe, y conversamos familiarmente con Dios Todopoderoso, que el principal maestro de ella no puede ser otro que el mismo Espíritu Santo. "

## Principios de la oración mental

### Relación con una persona
Orar significa tratar con alguien, con una persona, con el Dios vivo. Toda oración, incluso la de petición, es descrita por el Catecismo de la Iglesia Católica como una apertura, una respuesta al Espíritu de Dios que habla dentro de alguien. "El Espíritu Santo... mantiene viva la memoria de Cristo en su Iglesia en la oración. ...Es el Rostro del Señor el que buscamos y deseamos; es su Palabra la que queremos escuchar y guardar." El Catecismo cita a Guigo el Cartujo: "Busca en la lectura y encontrarás en la meditación; llama en la oración mental y se te abrirá por la contemplación. " Como dijo Juan Pablo II: "No nos salvaremos por una fórmula, sino por una Persona y la seguridad que nos da: ¡Yo estoy con vosotros!".
"Trato amistoso" (tratar de amistad es la traducción literal de la definición de Teresa de la oración mental: "Tratar de amistad, estando muchas veces tratando a solas con Quien sabemos nos ama." La traducción literal es: "Tratar de amistad, estando muchas veces tratando a solas con Quien sabemos nos ama. Y esta persona tiene un rostro que podemos contemplar, un rostro que es una manifestación singular de su persona."

### El principio de la acción divina
El primer principio importante, descrito por Jacques Philippe en Tiempo para Dios, es que lo que importa en la oración no es lo que hacemos, sino lo que Dios hace en nosotros durante esos momentos. El acto esencial en la oración es, en el fondo, ponerse en la presencia de Dios y permanecer en ella. ...Esta presencia, que es la del Dios vivo, es activa, vivificante. Nos sana y santifica. No podemos sentarnos ante el fuego sin entrar en calor.
Permitir que Dios esté plenamente presente es la clave de los niveles más altos de la oración, según Juan Pablo II. En la oración, el verdadero protagonista es Dios, dijo en Cruzar el umbral de la esperanza. El hombre alcanza la plenitud de la oración no cuando se expresa a sí mismo, sino cuando deja que Dios esté más plenamente presente en la oración". La razón bíblica de esto, según Juan Pablo II, es que "no sabemos orar como debemos, pero el Espíritu mismo intercede con gemidos inefables (cf. Rm 8,26). Como decía la Madre Teresa, en la oración vocal hablamos a Dios, en la oración mental él nos habla a nosotros. Es entonces cuando Dios se derrama en nosotros. Ponerse en la presencia de Dios y permanecer en ella" es el acto esencial de la oración, según Philippe. San Ignacio de Loyola tiene como principio básico de sus Spiritual Exercises que "el Señor se comunica a la persona bien dispuesta

### Hacer tiempo para la oración mental
El aspecto más importante de la oración mental es dedicar tiempo al Señor, con la firme determinación de no desistir El tiempo recomendado al día varía desde "unos minutos" (FriarsMinor.org), "30 minutos" (Eugene Boylan), "varios minutos" (Josemaría Escrivá de Balaguer), "una hora" (Francisco de Sales), "mínimo media hora ante el Santísimo Sacramento" (Alfonso de Ligorio).

### Primacía del amor
El segundo principio fundamental, según Jacques Philippe, es que el amor está por encima de todo. El Catecismo se basa en Efesios 3,16s al decir: El Padre fortalece nuestro interior con poder por medio de su Espíritu 'para que Cristo habite en (nuestros) corazones por medio de la fe' y estemos 'cimentados en el amor Como explicó santa Teresa, en la oración no importa tanto pensar como amar. Esto está en consonancia con el mandamiento que Jesús llamó acertadamente "el más grande": Ama a Dios con todo tu corazón, con toda tu alma, con toda tu mente y con todas tus fuerzas. Amar en primer lugar es dejarse amar, dijo Philippe. Benedicto XVI subrayó en Deus caritas est: Quien quiere dar amor debe también recibir amor como un regalo. ...Uno puede convertirse en una fuente de la que fluyen ríos de agua viva. Sin embargo, para llegar a ser tal fuente, hay que beber constantemente de nuevo de la fuente original, que es Jesucristo, de cuyo corazón traspasado fluye el amor de Dios. Benedicto XVI subrayó que éste es "el corazón del Evangelio, el núcleo central del cristianismo": "En esto consiste el amor, no en que nosotros hayamos amado a Dios, sino en que él nos ha amado a nosotros" (1 Juan 4, 10).
Joseph Ratzinger subrayó que la santidad no es otra cosa que hablar con Dios como un amigo habla con un amigo, dejando actuar a Dios, el Único que puede realmente hacer el mundo bueno y feliz.
Fundamentalmente, la oración es ponerse en presencia de Dios y dejar que nos ame, dice Philippe. Y con ello, la actitud básica de un cristiano es la humildad que proviene del conocimiento de su propia impotencia y pecaminosidad en comparación con la grandeza de Dios. Así, Jesús criticó la autoalabanza de los fariseos, que los mostraba como personas que "confiaban en sí mismas que eran justas", mientras que alabó la petición de misericordia del recaudador de impuestos, porque "el que se humilla será exaltado".
El amor del cristiano aumenta como respuesta al amor de Dios. "La oración contemplativa", según el Catecismo, "es la oración del hijo de Dios, del pecador perdonado que acepta acoger el amor por el que es amado y que quiere responder a él amando aún más"." Teresa de Ávila decía que mis oraciones diarias deben girar en torno a "entregarme totalmente al Señor".

## Práctica de la oración mental

### Ayudas a la oración
Francisco de Sales decía: "Comienza toda oración, ya sea mental o vocal, por un acto de la Presencia de Dios. Si observas estrictamente esta regla, pronto verás lo útil que es". Dice que Dios está en todas partes y está en nuestros corazones y almas. Así, "un ciego, cuando está en presencia de su príncipe, conservará una actitud reverencial si se le dice que el rey está allí, aunque no pueda verlo".
La Madre Teresa decía que "siempre comienzo mi oración en silencio, porque es en el silencio del corazón donde Dios habla." Su "camino sencillo" afirma: "El fruto del silencio es la ORACIÓN. El fruto de la oración es la FE. El fruto de la fe es el AMOR. El fruto del amor es el SERVICIO. El fruto del servicio es la PAZ".
Ignacio de Loyola comenzaba cada uno de sus Ejercicios Espirituales con una "Oración Preparatoria" para ponerse en presencia de Dios, y cerraba cada uno con un "Coloquio". Desde entonces han surgido ejemplos de formas elaboradas, siendo un ejemplo de oración preparatoria:

Señor y Dios mío, creo firmemente que estás aquí, que me ves, que me oyes. Te adoro con profunda reverencia, te pido perdón por mis pecados y la gracia de hacer con fruto este tiempo de oración. Madre mía inmaculada, San José mi padre y señor, mi ángel de la guarda, interceded por mí.

Un ejemplo de oración de cierre sería:

Te agradezco, Dios mío, los buenos propósitos, afectos e inspiraciones que me has comunicado en esta meditación. Te pido tu ayuda para ponerlos en práctica. Madre mia inmaculada, San José mi padre y señor, mi ángel de la guarda, intercedan por mí.

### Temas para la oración mental
- Llamar a Dios por su nombre. Como la oración significa tratar con Dios como una persona, es importante dirigirse a Dios por su nombre.
  - Jesús, el modelo de la oración cristiana, utilizaba la palabra "Abba", una entrañable palabra hebrea para llamar a Dios Padre. "Una palabra fundamental en boca del 'Hijo' es 'Abba'", dijo Benedicto XVI. "Expresa todo su ser, y todo lo que dice a Dios en la oración es, en última instancia, sólo una explicación de su ser (y, por tanto, una explicación de esta única palabra)". El Catecismo cita a Agustín: Padre nuestro: ante este nombre se despierta en nosotros el amor ... y la confianza de obtener lo que vamos a pedir. ...¿Qué no daría a sus hijos que le piden, puesto que ya les ha concedido el don de ser sus hijos?[32]
- Centrarse en Dios. Benedicto XVI dijo en Jesús de Nazaret: "La oración no trata de esto o de aquello; trata del deseo de Dios de darnos el don de sí mismo, el don de los dones, lo único necesario. ...El don de Dios es Dios mismo"[16] El Catecismo cuestionaba así el centrarse en otras cosas: "¿Cómo podría la oración de los hijos de adopción centrarse en los dones y no en el Dador?"[33]
  - El Catecismo dice además: "Nos ayudan habitualmente los libros, y a los cristianos no nos faltan: las Sagradas Escrituras, particularmente los Evangelios, los santos iconos, los textos litúrgicos del día o del tiempo, los escritos de los padres espirituales, las obras de espiritualidad, el gran libro de la creación, y el de la historia la página en la que está escrito el "hoy" de Dios."[34]
  - Meditar la vida de Jesucristo. En Jesús de Nazaret, Benedicto XVI siguió repitiendo lo de Jesús: "Quien me ve a mí, ve al Padre". ...La figura de Jesús es el espejo en el que llegamos a conocer quién es Dios y cómo es"[16].
  - Que Dios es amor. Francisco de Sales dijo: "Os recomiendo la oración mental ferviente, más particularmente la que se refiere a la Vida y Pasión de nuestro Señor. Si lo contempláis con frecuencia en la meditación, toda vuestra alma se llenará de Él, creceréis en su semejanza y vuestras acciones se moldearán a la suya".[35]
  - El grueso de los Ejercicios Espirituales de Ignacio de Loyola, la segunda y tercera "semanas", consiste en contemplaciones sobre la vida de Cristo, y la cuarta y última semana es sobre ver a Dios en todas las cosas.[36]